# GDF11
Le GDF11 (pour « Growth differentiation factor 11 ») est une protéine appartenant à la sous famille des GDF. Son gène est le GDF11 situé sur le chromosome 12 humain.

## Rôles
Le GDF11 est suspecté comme pouvant retarder le vieillissement par des mécanismes inconnus.
Chez les murins, il a une fonction régulatrice proche de celle de la myostatine dans le développement squelettique, mais ne semble pas intervenir dans celui des muscles squelettiques. Par contre, il intervient dans la limitation de l'hypertrophie ventriculaire gauche secondaire à l'âge. Il augmente également la neurogenèse et l'angiogenèse cérébrale.

## En médecine
Chez les patients porteurs d'une maladie coronarienne stable, un taux élevé de GDF11 est corrélé avec un risque moindre de survenance d'un accident cardio-vasculaire.

## Un nouveau type d'antidépresseur
Selon des travaux de l'Institut Pasteur, GDF11 aide les cerveaux vieillissants à éliminer des protéines indésirables et à détruire des cellules sénescentes. Ce nettoyage du cerveau permet de diminuer les dépressions liées à l'âge.